# 桥北街道 (北票市)
桥北街道，是中华人民共和国辽宁省朝阳市北票市下辖的一个乡镇级行政单位。

## 行政区划
桥北街道下辖以下地区：
北纺路东社区、北纺路西社区和纺化社区。